# Chrysoclista
Chrysoclista is een geslacht van vlinders van de familie van de grasmineermotten (Elachistidae).

## Soorten
- C. abchasica (Sinev, 1986)
- C. ankaraensis Seven Çalışkan, 2014
- C. cambiella (Busck, 1914)
- C. gabretica Šumpich, 2012
- C. germanica Šumpich & Huemer, 2016
- C. grandis Koster, 2002
- C. karsholti Šumpich & Jaroš, 2019
- C. lathamella (T. Fletcher, 1936)  — Donkere klinknagelmot
- C. linneella (Clerck, 1759)  — Klinknagelmot
- C. soniae Corley, 2017
- C. splendida Karsholt, 1997
- C. villella (Busck, 1904)
- C. zagulajevi (Sinev, 1979)

### Status onduidelijk
- C. bicolorella Matsumura, 1931
- C. monotyla Meyrick, 1921
- C. thrypsiphila Meyrick, 1912
- C. trilychna Meyrick, 1928